# L'Histoire secrète de la cour des Qing
Pour plus de détails, voir Fiche technique et Distribution.
L'Histoire secrète de la cour des Qing (chinois simplifié : 清宫秘史 ; pinyin : Qīng gōng mìshǐ), est un film dramatique et historique chinois réalisé par Zhu Shilin et sorti en 1948. Il s'agit d'une adaptation d'une pièce de Yao Hsin-nung.
Tourné à Hong Kong, le film est critiqué après la fondation de la République populaire de Chine en 1949 comme étant une « trahison » en raison de sa représentation positive de l'empereur,. Cependant, sa réputation s'est améliorée ces dernières années et il est classé 37e meilleur film chinois de tous les temps dans le sondage des Hong Kong Film Awards de 2013.

## Synopsis
Ce film est un drame historique qui se déroule à la cour impériale dans les dernières années de la dynastie Qing (fin du XIXe siècle et début du XXe siècle). L'impératrice douairière Cixi exerce un pouvoir effectif pendant une grande partie de cette période, après avoir organisé un coup d'État en 1861 qui a fait d'elle la régente du jeune empereur X, puis, après sa mort, du jeune empereur Guangxu. Cixi prend sa retraite en 1889 et l'empereur Guangxu gouverne de son propre chef pour la première fois. Il instaure la célèbre réforme des Cent Jours, qui vise à renforcer et à moderniser la Chine. Cependant, Cixi s'oppose à ces changements et organise un second coup d'État, plaçant Guangxu en résidence surveillée jusqu'à la fin de sa vie. Ce film joue sur ce qui est devenu la compréhension commune des événements, selon laquelle Cixi était extrêmement réactionnaire et soucieuse de maintenir son propre pouvoir, même aux dépens du bien de son pays. Ce récit a toutefois été remis en question par certains historiens.
Les protagonistes du film sont l'empereur Guangxu (présenté comme bienveillant et sage, mais contraint par la piété filiale qu'il doit à l'impératrice douairière) et la concubine impériale Zhen (qui l'encourage courageusement à résister à l'impératrice douairière).
- 1889

Dans la première scène, Guangxu (Shu Shi) est invité à choisir sa femme parmi les dames de la cour. Cependant, lorsqu'il essaie de choisir la femme qu'il aime, Cixi (Tang Ruojing) l'incite à choisir quelqu'un d'autre. La femme qu'il aime est reléguée au rang de concubine, la concubine impériale Zhen (Zhou Yun).
- 1900

C'est l'année où les Boxers, au nom de la défense de la dynastie Qing, assassinent un grand nombre d'étrangers et de chrétiens chinois et assiègent le quartier des légations étrangères à Pékin.

## Fiche technique
- Titre français : L'Histoire secrète de la cour des Qing[5],[6],[7],[8]
- Titre original chinois : 清宫秘史, Qīng gōng mìshǐ[9]
- Réalisation : Zhu Shilin
- Scénario : Yao Ke, d'après une pièce de Yao Hsin-nung
- Photographie : Zhuang Guojun
- Montage : Wang Chao-Hsi
- Musique : Chen Gexin, Lu Zhongren, Zhang Zhengfan
- Décors : Tsao Nien-Lung
- Production : Li Tsu-Yung
- Sociétés de production : Yonghua
- Pays de production :  République de Chine
- Langue originale : mandarin
- Format : Noir et blanc - 1,37:1 - Son mono - 35 mm
- Genre : film dramatique et historique
- Durée : 90 minutes
- Dates de sortie : 
  - Hong Kong : 11 novembre 1948
  - Suisse : 3 juillet 1950 (Festival de Locarno)

## Distribution
- Shu Shi : l'empereur Guangxu
- Zhou Xuan : Consort Zhen
- Tang Ruojing : l'impératrice Cixi
- Hong Bo : Li Lianying